# 澳大利亚荣誉旗
澳大利亚荣誉旗是由澳大利亚联邦政府1918年一战结束后设立的一面旗帜。旗帜由一面白旗为底，白旗上印有国旗和一颗巨大七角星以及三条蓝色竖条和红色边框。
澳大利亚的一些城镇与地区在1918年为联邦政府第七次战争债券认捐了两倍的债券后被授予荣誉旗，个人捐款者被授予名为“议院徽章”的证书，但该证书上有一面没有星条荣誉旗的插图。